# Ann-Luise Bertell
Ann-Luise Bertell, född 25 oktober 1971 i Oravais, Österbotten, är en finlandssvensk författare, skådespelare och regissör.

## Biografi
Bertell blev 1995 magister i teaterkonst vid Teaterhögskolan i Helsingfors. Hon har skrivit poesi, barnböcker, dramatik och romaner och var chef för Wasa Teater 2010-2015. 
Hon är bosatt i Vörå i Österbotten . 
Bertell tilldelades Choraeuspriset år 2017. År 2020 var hon nominerad till Finlandiapriset med boken Heiman. 

## Priser och utmärkelser
- 2010 – Antoniapriset
- 2016 – Svenska Yles litteraturpris
- 2017 – Choraeuspriset

## Teater

### Regi (ej komplett)
| År   | Produktion       | Upphovsmän        | Teater      |
| ---- | ---------------- | ----------------- | ----------- |
| 2012 | Kontrakt med Gud | Mattias Andersson | Wasa Teater |